# Eilema lacteola
Eilema lacteola là một loài bướm đêm thuộc phân họ Arctiinae, họ Erebidae.